# فریدون آتورایا
فریدون بیت ابراهیم آتورایا (به سریانی:: ܦܪܝܕܢ ܒܝܬ ܐܒܪܐܡ ܐܬܩܪܝܐ) (۱۸۹۱–۱۹۲۶) پزشک آشوری است که در ارومیه به دنیا آمد. پدرش او را به تفلیس فرستاد تا در کنار عمویش زندگی کند بعد از آن در امپراتوری روسیه به تحصیل طبابت مشغول شد. به مجرد اینکه در سال ۱۹۱۵ فارغ‌التحصیل شد به عنوان پزشک در ارتش روسیه به خدمت مشغول شد.